# Néferrenpet (vizir de Ramsès II)
Néferrenpet est un vizir de Ramsès II sous la XIXe dynastie. Il occupe cette fonction prestigieuse de l'administration et du gouvernement de Pharaon à dater de la cinquante-septième année du règne. Il devient également grand prêtre de Ptah au cours de sa carrière cumulant ainsi plusieurs fonctions et distinctions à la cour.

## Généalogie
Issu d'une famille de nobles de Memphis, le nom de ses parents nous est connu grâce au pyramidion de sa tombe memphite, actuellement conservé au Musée de la ville de Liverpool. Ce monument, qui couvrait la chapelle funéraire du vizir, a été dédié par son fils, le père-divin de Ptah, Bakenptah. 
Nous apprenons ainsi que Néferrenpet est le fils du juge Néferrenpet et de la dame Kafrit. Il a épousé une dame nommée Tapypou avec laquelle il a eu plusieurs enfants dont Bakenptah et quatre filles, la joueuse de sistre de la Dame du Sycomore, Res, Henoutmet, Nehet et Taouretkhaty.

## Carrière
Selon l'étude de la carrière du dignitaire réalisée par Charles Maystre, Néferrenpet appartient au clergé du dieu Ptah où il cumule déjà les hautes fonctions de père-divin et de prophète de Ptah avant d'être nommé grand prêtre de Ptah par le roi à la suite du prince Khâemouaset en l'an 55.
C'est en l'an 57 que Néferrenpet accède à la charge de vizir. Il est en tout cas attesté en tant que tel dans la dernière partie du règne de Ramsès II. À ce titre il est notamment chargé de l'achèvement de la tombe royale et dirige les travaux réalisés à Thèbes et dans toute la région.
Il est également chargé d'annoncer les dixième et onzième fête sed du roi ce qu'il fait graver sur plusieurs monuments du règne.
En tant que vizir de Haute-Égypte, Néferrenpet est attesté par plusieurs documents. On citera notamment :
- Un ostracon découvert à Deir el-Médineh, qui porte une missive de Maanakhtef, scribe de la Place de Vérité au vizir[6] ;
- Une stèle conservée au Metropolitan Museum of Art de New York représentant le vizir faisant une offrande au dieu Ptah ;
- Au Gebel Silsileh, il apparaît sur un relief de la façade du temple principal, où il est représenté accompagnant Ramsès II faisant une offrande à Ptah et à Sobek[7] ;
- À El Kab, un bloc réutilisé dans les fondations du temple de Nekhbet porte un texte au nom du vizir lequel le vizir proclame le 10e ou le 11e jubilé du roi.

On lui attribue parfois la petite stèle représentant sur l'une de ses faces Ramsès II sous la forme d'un enfant portant son doigt à la bouche et coiffé de la tresse des princes royaux, et sur l'autre face un vizir procédant à une offrande au dieu Ptah dans une attitude et une iconographie très proche de la stèle à son nom conservée à New York.
Il est également nommé par Ramsès directeur de tous les dieux de Haute et de Basse-Égypte, fonction qui le place à la tête de tous les clergés du pays. À ce titre il conduit une grande fête en l'honneur de l'Amon de Karnak.
Cumulant de hautes fonctions cléricales et administratives, Néferrenpet apparaît comme l'une des personnalités les plus puissantes de cette fin de règne.
Il cède probablement son titre et ses fonctions de vizir sous le règne de Mérenptah, mais semble conserver celui de grand pontife memphite, confirmant ainsi son rang en tant que maître d'œuvre et chef des artisans. Il termine probablement sa carrière et sa vie à Memphis. Revenant aux sources de sa famille c'est dans la nécropole de l'antique capitale qu'il choisira d'édifier sa dernière demeure.

## Tombeau
Bien que Néferrenpet ait été vizir de la Haute-Égypte, son tombeau est situé à Saqqarah, en raison d'une part de ses origines et d'autre part de sa fonction de pontife du clergé du dieu Ptah de Memphis.
Découvert probablement par des pilleurs de site ou les premiers explorateurs de la nécropole au XIXe siècle, les éléments significatifs de ce monument en ont été prélevés et sont actuellement dispersés dans plusieurs musées du monde.
Ce n'est qu'à la fin du XXe siècle, lors de fouilles entreprises par l'université du Caire que la tombe a été à nouveau découverte par Sayed Tawfik un peu au sud de la chaussée d'Ounas. 
Elle comportait une entrée monumentale, une cour et une chapelle, autrefois coiffée de son pyramidion. Ce type de tombe-chapelle typique de la nécropole memphite du Nouvel Empire, était construite en briques crues recouvertes de reliefs en calcaire dans les parties intérieures du monument, selon un modèle mis au point à la XVIIIe dynastie.